# TV Pajuçara
TV Pajuçara é uma emissora de televisão brasileira sediada em Maceió, capital do estado de Alagoas. Opera no canal 11 (43 UHF digital) e é afiliada à Record. Pertence ao Pajuçara Sistema de Comunicação (PSCOM), vinculado ao empresário e político João Tenório, que também controla a rádio Pajuçara FM e o portal de notícias TNH1.

## História
A emissora foi fundada em 11 de janeiro de 1992, como afiliada do SBT, e sempre buscou uma programação variada, baseada em entretenimento e jornalismo. A TV também expandiu seu sinal, em um processo de interiorização, alcançando 98% dos lares alagoanos.
Em 20 de julho de 2006, a TV Pajuçara inaugura uma sucursal em Arapiraca, juntamente com a rádio Pajuçara FM Arapiraca. Em 23 de julho, a emissora deixou o SBT e tornou-se afiliada à Rede Record, após decidir não renovar contrato por conta das constantes trocas de horário na programação e a falta de jornalismo na rede. O SBT só viria repor a afiliação perdida em 2007, quando a TV Alagoas deixou a Rede Bandeirantes e tornou-se sua afiliada em 12 de fevereiro.
Em 18 de janeiro de 2009, a emissora deixa de transmitir para o interior via micro-ondas e começa a transmitir via satélite. A primeira retransmissora com a nova tecnologia foi inaugurada na cidade de Murici, através do canal 4 VHF.
No início de 2011, a TV Pajuçara criou o Pajuçara Cidadania, especial do Fique Alerta realizado uma vez por mês nos bairros de Maceió, que leva à população local serviços comunitários e atrações diferentes. Em 17 de março, a emissora estreou o programa Esporte Campeão, apresentado por Eduardo Canuto, que já havia sido apresentado pela BigTV e pela TV Alagoas. Na programação diária, a emissora reestreou o Casa & Negócio, primeiro programa da grade a ser produzido em alta definição.
Em novembro de 2014, a jornalista Rachel Amorim, que apresentava o Jornal da Pajuçara Noite ao lado de Mauro Wedekin, deixou a emissora e voltou para a TV Alagoas. Em seu lugar, entrou Gilka Mafra, que deixou após 16 anos a TV Gazeta após ser contratada pela TV Pajuçara.
Em maio de 2022, a emissora anunciou a contratação do jornalista Douglas Lopes, que deixa a TV Gazeta após 25 anos. No dia 29 de setembro, a TV Pajuçara foi reconhecida no Prêmio Sebrae de Jornalismo em Alagoas, recebendo premiações nas categorias de fotografia, vídeo e reportagem.

## Transmissões esportivas
A TV Pajuçara possuiu entre 2008 e 2014 os direitos de transmissão do Campeonato Alagoano de Futebol, que seria exibido até 2015 com exclusividade em TV aberta pela emissora. No entanto, a Federação Alagoana de Futebol quebrou o contrato que possuía com a TV Pajuçara no fim de 2014, e assinou com a TV Gazeta, em uma ação controversa.